# Biantes atroluteus
Biantes atroluteus – gatunek kosarza z podrzędu Laniatores i rodziny Biantidae.

## Występowanie
Gatunek występuje w Indiach.